# ألعاب مكابيه 1957

شعار ألعاب مكابيه 1957.

ألعاب مكابيه 1957 (بالعبرية:המכביה החמישית) هي النسخة الخامسة من ألعاب مكابيه ولقد عقدت في عام 1957 في رامات غان، إسرائيل ولقد أرسلت عشرين دولة 980 لاعبا للمنافسة في الألعاب.
شاركت دولة المكسيك لأول مرة في هذا الحدث.

## الدول التي شاركت
- الأرجنتين
- النمسا
- بلجيكا
- البرازيل
- كندا
- تشيلي
- الدنمارك
- فنلندا
- فرنسا
- الهند
- أيرلندا
- إسرائيل
- المكسيك
- هولندا
- قالب:بيانات بلد روديسيا ونياسالاند
- جنوب أفريقيا
- سويسرا
- المملكة المتحدة
- الولايات المتحدة

## وصلات خارجية
- ملخصات ألعاب مكابيه